# American Sniper
Cet article concerne le film de Clint Eastwood. Pour le livre de Chris Kyle, voir American Sniper (autobiographie).
Pour plus de détails, voir Fiche technique et Distribution.
American Sniper ou Tireur d'élite américain (en québécois) est un film de guerre américain, coproduit et réalisé par Clint Eastwood, sorti en 2014.
Le film est l'adaptation de l'autobiographie éponyme du tireur d'élite américain et ancien membre des SEAL, Chris Kyle. Avec 547 millions de dollars de recettes mondiales au box-office, ce film est le plus gros succès commercial de la carrière de cinéaste de Clint Eastwood.

## Synopsis
Chris Kyle est un champion de rodéo vivant au Texas. Élevé avec son frère cadet dans la foi chrétienne, il se voit inculquer par son père certains principes. Celui-ci lui distingue trois sortes d'hommes : les loups, les moutons et les chiens de bergers, qui protègent les moutons contre les loups. Il veut que ses enfants soient des chiens de berger et leur apprend le maniement des armes et à chasser.
Après les attentats de Nairobi en 1998, Chris décide de s'engager dans les Forces armées des États-Unis. Il suit alors brillamment l'entrainement des SEALS où il devient un sniper de l'unité. Il rencontre Taya Renae, qui devient sa femme. Les attentats du 11 septembre 2001 renforcent sa motivation. Il est alors envoyé en Irak dès le début de la deuxième guerre du Golfe, en mai 2003.
Lors de son premier séjour, au début de la guerre à Falloujah, il abat plusieurs terroristes. Il regrette de ne pas pouvoir empêcher plus de pertes américaines. Sa précision et son adresse au tir sauvent néanmoins de nombreux soldats américains, qui le surnomment très vite « La Légende ».
Chris et son unité apprennent que leur ennemi le plus redoutable en Irak est Al-Qaïda, avec Al-Zarqaoui comme leader, dont le principal lieutenant est un bourreau sadique surnommé « Le Boucher », qui s'attaque aux civils, y compris à des enfants, avec une perceuse.
Lors d'une tentative pour le capturer, Mustafa, un tireur d'élite syrien au service des terroristes, empêche les soldats américains d'intervenir ; des civils sont tués. La tête de Chris est mise à prix par les terroristes pour 180 000 dollars.
Un jour, sa femme Taya, avec laquelle il reste en contact grâce à son téléphone satellitaire, lui apprend qu'il va être père. Il finit par rentrer en permission et la retrouve, elle et le bébé, avec joie.
Lors de son deuxième séjour en Irak, à Ramadi, Chris et son unité parviennent à trouver le repaire du Boucher dans un restaurant ; ils forcent un dignitaire irakien qui jouait double jeu à entrer dans le bâtiment, neutralisent une équipe de terroristes et réussissent à rattraper le Boucher en faisant exploser la voiture dans laquelle il tentait de s'enfuir.
Chris a un second enfant : une petite fille, mais sa femme lui explique qu'elle se sent trop seule et qu'il ne prend pas suffisamment soin de sa famille.
Lors de son troisième séjour en Irak, l'unité est toujours confrontée à Mustafa, le sniper le plus redoutable qu'ils aient jamais rencontré. Ce dernier réussit à abattre deux SEALS, ce qui rend Chris furieux.
De retour aux États-Unis, il dit à Taya ce qui s'est passé, et qu'il doit retourner en Irak pour terminer sa mission : neutraliser Mustafa. Taya lui dit alors que s'il repart, elle s'en ira avec les enfants.
Chris repart quand même en Irak. À Bagdad, les Américains construisent un mur afin de séparer les chiites des sunnites et essayer ainsi de mettre fin à la guerre civile. Mustafa est présent et abat un soldat. Chris et son unité, en position au sommet d'un bâtiment, localisent le sniper et changent de côté. Chris abat Mustapha à  1 900 mètres de distance.
Cependant, ce tir a alerté les djihadistes à ĺ'affût en bas du bâtiment, et ceux-ci montent pour tenter d'abattre les Américains, mais se font descendre les uns après les autres. Tandis que les Américains s'exfiltrent, une tempête de sable commence. Chris appelle alors Taya pour lui dire que, cette fois, s'il parvient à s'en sortir il rentre. Il réussit à s'enfuir avec son unité sain et sauf.
De retour aux États-Unis, il se retrouve dans un bar. Taya l'appelle et lui demande de rentrer. Mais Chris, souffrant de stress post-traumatique, reste prostré.
Taya propose à Chris d'aller voir des amis pour se changer les idées. Dans l'après-midi, il est à deux doigts de battre le chien de ses amis avec une ceinture, mais Taya crie et l'en empêche. Il va alors consulter un psychiatre qui diagnostique un stress post-traumatique et explique à Chris, culpabilisé de ne pas avoir pu empêcher la mort de ses camarades de combat, qu'il peut se rendre utile auprès des vétérans blessés.
Il choisit alors de leur donner des leçons de tir et retrouve sa joie de vivre. Chris redevient bon époux et bon père. Taya est ravie et le félicite.
Le 2 février 2013, il dit à Taya qu'il a promis à une femme de rendre service à son fils, un ex-marine, et de l'emmener tirer. Chris le retrouve dehors et l'emmène au champ de tir, Taya referme doucement la porte, mi-inquiète, mi-méfiante.
Sur un fond noir, un message explique que Chris Kyle a été ensuite tué par cet ex-soldat, et le film s'achève sur les images réelles de ses obsèques grandioses.

## Fiche technique
Sauf indication contraire, les informations mentionnées dans cette section peuvent être confirmées par la base de données cinématographiques IMDb,  présente dans la section « Liens externes ».
- Titre original : American Sniper
- Titre québécois : Tireur d'élite américain
- Réalisation : Clint Eastwood
- Scénario : Jason Dean Hall, d'après American Sniper : l'autobiographie du sniper le plus redoutable de l'histoire militaire américaine de Chris Kyle
- Musique : Joseph S. DeBeasi (musique additionnelle) ; Kyle Eastwood et Clint Eastwood (Taya's Theme)
- Direction artistique : Charisse Cardenas et James J. Murakami
- Décors : Harry E. Otto et Dean Wolcott
- Costumes : Deborah Hopper
- Montage : Joel Cox et Gary D. Roach
- Photographie : Tom Stern
- Son : Alan Robert Murray
- Production : Bradley Cooper, Clint Eastwood, Andrew Lazar, Robert Lorenz et Peter Morgan
- Sociétés de production : Warner Bros., Village Roadshow Pictures, 22 & Indiana Pictures, Mad Chance Productions, RatPac-Dune Entertainment et Malpaso Productions
- Sociétés de distribution :  Warner Bros.,  Warner Bros. France
- Budget : 58 580 000 $[2]
- Box-office : 547 125 656 $[2]
- Pays de production :  États-Unis
- Langue originale : anglais et arabe
- Format : couleur - 35 mm - 2,39:1 - son Dolby Atmos / DTS / Auro 11.1 / Dolby Digital
- Genre : film biographique, guerre
- Durée : 132 minutes
- Dates de sortie :
  - États-Unis : 25 décembre 2014, en sortie limitée, puis le 16 janvier 2015 en sortie nationale
  - France : 18 février 2015
- Classification :
  - France (CNC) : tous publics avec avertissement, art et essai[3]

## Distribution
- Bradley Cooper (VF : Alexis Victor) : Chris Kyle
- Sienna Miller (VF : Céline Mauge) : Taya Renae Kyle
- Luke Grimes (VF : Thibaut Lacour) : Marc Lee
- Kyle Gallner (VF : Franck Lorrain) : Goat-Winston
- Jake McDorman (VF : Marc Arnaud) : Ryan « Biggles » Job
- Eric Close (VF : Guillaume Lebon) : DIA Agent Snead
- Tim Griffin (VF : Fabien Jacquelin) : le colonel Gronski
- Sam Jaeger (VF : Jean-Michel Fête) : le capitaine Martens
- James Ryen (VF : Stéphane Fourreau) : Karnan
- Chance Kelly (en) (VF : Bernard Métraux) : le lieutenant colonel Jones
- Leonard Roberts (VF : Jean-Baptiste Anoumon) : l'instructeur Rolle
- Keir O'Donnell (VF : Arnaud Laurent) : Jeff Kyle
- Raynaldo Gallegos (VF : Patrick Borg) : Tony
- Kevin Lacz : (VF : Benjamin Penamaria) : Kevin « Dauber » Lacz (lui-même)
- Cory Hardrict (VF : Namakan Koné) : Dandridge
- Navid Negahban (VF : Omar Yami) : sheikh Al Obedi
- Owain Yeoman (VF : Thibaut Belfodil) : le ranger
- Robert Clotworthy (VF : Yann Guillemot) : le docteur de la Navy
- Jonathan Groff (VF : François Santucci) : Mads
- Luis Jose Lopez (VF : Jean Rieffel) : Sanchez
- Brian Hallisay : le capitaine Gillespie
- Marnette Patterson : Sarah
- Sammy Sheik : Mustafa
- Cole Konis : Chris Kyle enfant
- Ben Reed (VF : Serge Biavan) : Wayne Kyle
- Elise Robertson : Deby Kyle
- Luke Sunshine : Jeff Kyle enfant
- Troy Vincent : le pasteur
- Mido Hamada : le Boucher (« The Butcher » en version originale)

- Version française
  - Société de doublage : Dubbing Brothers
  - Direction artistique : Barbara Tissier
  - Adaptation : Marion Bessay

Source et légende : version française (VF) sur RS Doublage et selon le carton de doublage.

## Production

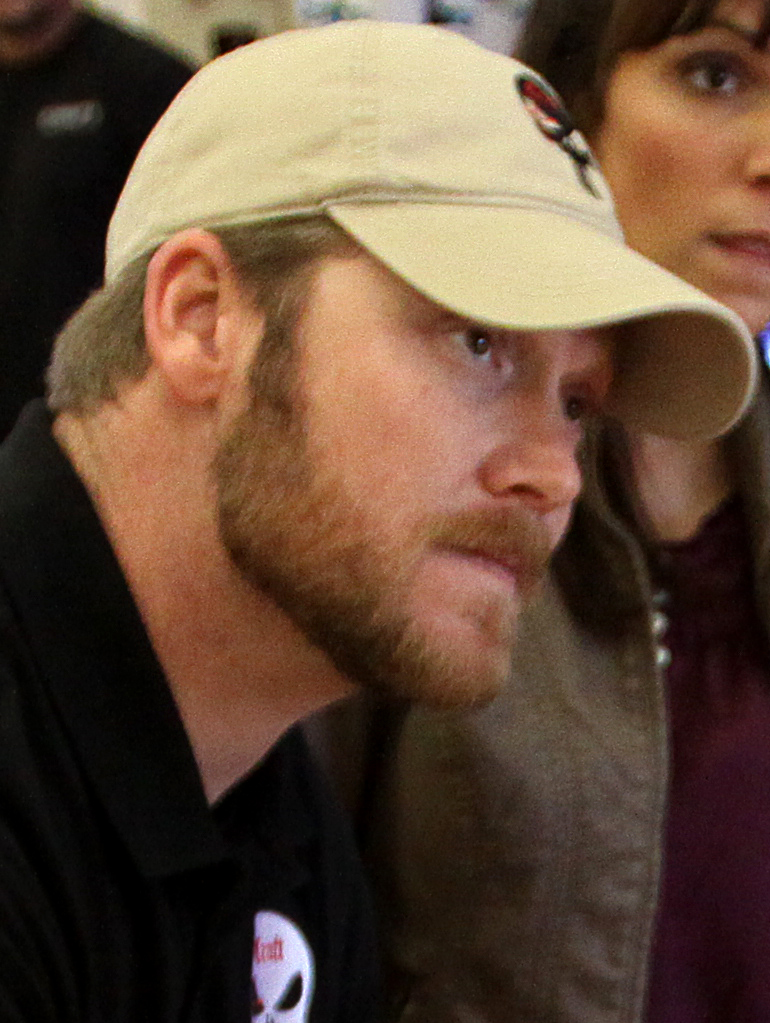
Chris Kyle en 2012.

### Développement
En mai 2012, il est annoncé que Warner a acquis les droits du livre de Chris Kyle et que Bradley Cooper est pressenti pour produire le film et interpréter le rôle principal. En septembre 2012, David O. Russell exprime son intérêt pour réaliser le film. Le 2 mai 2013, il est finalement annoncé que Steven Spielberg réalisera le film,. Cependant, le réalisateur quitte le projet quelques mois plus tard, notamment en raison d'un budget trop limité selon lui. Quelques jours plus tard, Clint Eastwood est annoncé pour reprendre le flambeau. Le projet se concrétise enfin, bien que le réalisateur tourne d'abord le film musical Jersey Boys, qui sort en juin 2014.

### Attribution des rôles
Le 14 mars 2014, Sienna Miller rejoint la distribution, suivie par Kyle Gallner quelques jours plus tard. Le 18 mars 2014, c'est au tour de Cory Hardrict. Le 20 mars 2014, Navid Negahban, Eric Close, Eric Ladin, Rey Gallegos et Jake McDorman intègrent le casting.

### Tournage
Le tournage débute le 31 mars 2014 à Los Angeles. Plusieurs scènes seront ensuite tournées au Maroc à Salé. Le 23 avril 2014, le Los Angeles Times rapporte qu'il y aura dix jours de tournage pour des scènes dans un village afghan au Blue Cloud Movie Ranch près de Santa Clarita.
Le 14 mai 2014, quelques scènes sont tournées à Culver City. Le 30 mai 2014, Bradley Cooper et Sienna Miller sont aperçus en train de tourner une scène de mariage à bord d'un yacht à Marina Del Rey.

## Accueil

### Réception critique
American Sniper a obtenu dans l'ensemble un accueil favorable des critiques professionnels, avec 73 % d'avis positifs sur le site Rotten Tomatoes, sur la base de 187 critiques et une moyenne de 6,9⁄10 et un score de 72⁄100 sur le site Metacritic, pour 46 critiques. En France, l'accueil est également positif puisque le site Allociné, ayant recensé 36 titres de presse, lui attribue une moyenne de 3.8⁄5.

### Box-office
| Pays ou région | Box-office        | Date d'arrêt du box-office | Nombre de semaines |
| -------------- | ----------------- | -------------------------- | ------------------ |
| États-Unis     | 350 126 372 $     | 25 juin 2015               | 27                 |
| France         | 3 130 825 entrées | 4 juin 2015                | 15                 |
| Monde          | 547 426 372 $     | 25 juin 2015               | 27                 |

| Pays        | Box-office    | Pays           | Box-office   | Pays                      | Box-office   |
| ----------- | ------------- | -------------- | ------------ | ------------------------- | ------------ |
| États-Unis  | 350 126 372 $ | Italie         | 21 390 500 $ | France                    | 21 273 403 $ |
| Royaume-Uni | 20 735 943 $  | Japon          | 18 144 178 $ | Australie                 | 15 072 802 $ |
| Allemagne   | 11 437 055 $  | Espagne        | 10 316 322 $ | Mexique                   | 7 870 217 $  |
| Brésil      | 5 328 132 $   | Taïwan         | 4 199 701 $  | Pays-Bas                  | 2 668 469 $  |
| Pologne     | 2 304 309 $   | Corée du Sud   | 1 922 403 $  | Émirats arabes unis       | 1 894 585 $  |
| Danemark    | 1 893 244 $   | Suède          | 1 886 983 $  | Colombie                  | 1 874 311 $  |
| Belgique    | 1 866 858 $   | Venezuela      | 1 854 691 $  | Suisse (langue allemande) | 1 681 443 $  |
| Hong Kong   | 1 619 567 $   | Autriche       | 1 613 686 $  | Nouvelle-Zélande          | 1 593 405 $  |
| Singapour   | 1 340 733 $   | Portugal       | 1 244 695 $  | Suisse (langue française) | 1 065 833 $  |
| Grèce       | 1 044 887 $   | Chili          | 1 015 000 $  | Thaïlande                 | 1 013 743 $  |
| Russie      | 759 730 $     | Afrique du Sud | 757 734 $    | Finlande                  | 741 466 $    |
| Pérou       | 689 010 $     | Inde           | 602 924 $    | Norvège                   | 596 652 $    |
| Roumanie    | 439 960 $     | Turquie        | 415 908 $    | Liban                     | 407 452 $    |
| Slovaquie   | 241 611 $     | Oman           | 238 596 $    | Uruguay                   | 213 866 $    |

D'abord distribué en exploitation limitée lors des fêtes de Noël dans quatre salles aux États-Unis, American Sniper prend la 22e place du box-office le week-end de sa sortie avec 633 456 $, pour une moyenne de 158 364 $ par salle, pour un total de 873 667 $ de recettes engrangées,,. Le week-end suivant, il gagne 676 909 $ supplémentaires, soit une hausse de 6,9 % de ses bénéfices et une moyenne de 169 227 $ par salle (pour un cumul de 2 229 288 $), ce qui est la meilleure moyenne par salle jamais enregistrée en deuxième semaine pour un film à prise de vues réelles (place précédemment détenue par Moulin rouge!). En 18 jours de sortie limitée, American Sniper a déjà engrangé 3 174 669 $.
Distribué dans plus de 3 500 salles la troisième semaine de janvier pour sa première semaine en sortie nationale, American Sniper prend directement la première place du box-office américain en week-end avec 90 205 000 $ engrangés à cette période (soit un ratio de 25 374 $ par salle et un cumul de 93 630 000 $ au cours de son exploitation),. Il s'agit du meilleur démarrage d'un film sorti en janvier, battant ainsi le record de Mise à l'épreuve, en 2014, et ses 41 500 000 $ de recettes à la même période pour son démarrage. Il s'agit également du meilleur démarrage de la carrière de Clint Eastwood en tant que réalisateur, qui lui permet de battre le record de Gran Torino, qui, six ans auparavant, n'avait engrangé que 29 500 000 $ à la même période, et le quatrième plus grand succès du réalisateur sur le territoire américain. Il atteint les 110 millions de $ de recettes lors du Martin Luther King Day et les 135 millions de $ en quatrième semaine, dont la première pour sa sortie nationale. Pour son second week-end en sortie large, il garde la tête du box-office avec 64 365 000 $ de recettes engrangées estimées, lui permettant de franchir le cap des 200 millions de $, devenant ainsi le plus grand succès commercial de Clint Eastwood en tant que réalisateur, détrônant ainsi Gran Torino et ses 148 095 302 $ de recettes engrangées en 2008,. Lors de son troisième week-end le film atteindra les 30,7 millions de $ de recettes générées pour un total de 248,9 millions de $. Bien que délogé de la première place du box-office américain en septième semaine, il franchit le cap des 300 millions de $ lors de son huitième week-end. Lors de son onzième week-end d'exploitation aux États-Unis, il dépasse les 337 millions de dollars de recettes et devient ainsi le plus grand succès de l'année 2014 devant Hunger Games : La Révolte. Au total, après vingt-six week-ends d'exploitation, le film aura cumulé plus de 350 millions de dollars de recettes (350 126 372).
Distribué dans 412 salles en France, American Sniper prend la première place des nouveautés le jour de sa sortie avec 160 462 entrées, offrant le meilleur démarrage en premier jour de la carrière d'Eastwood au box-office français. Le film reste à la première place du Box-office français pour sa première semaine d'exploitation avec 1 083 056 d'entrées, offrant ainsi le meilleur démarrage en première semaine dans les salles hexagonales de la filmographie du réalisateur américain. Toujours en tête du Box-office à l'issue de sa troisième semaine d'exploitation, le film passe la barre des 2 millions d'entrées (2 230 211) et intègre le top 5 des plus grands succès d'Eastwood en France. En septième semaine, il dépasse les 3 millions d'entrées (3 051 663). Au total, sur quinze semaines d'exploitation, il aura gardé la tête du box-office français durant quatre semaines et cumulé plus de 3,1 millions d'entrées (3 130 825).

## Autour du film

### Différences avec le livre
Dans l'article du Figaro publié le 17 février 2015, le journaliste Maurin Picard, qui avait rencontré le véritable Chris Kyle au moment de la sortie de son autobiographie, American Sniper (livre), en 2012, a souligné plusieurs différences entre le film et la réalité :
- Chris Kyle était bien un dresseur d'étalons dans des rodéos, mais il ne s'est pas engagé dans l'armée après les attentats en 1998 contre les ambassades américaines au Kenya et en Tanzanie. Déjà, à sa sortie du lycée, il voulait être soldat et a tenté sa chance, criblé de dettes car il faisait la fête tous les soirs[38] ;
- il a tout d'abord été écarté par les recruteurs de l'US Navy, du fait des nombreuses blessures causées par des broncos en rodéo. Il est finalement rappelé et autorisé à postuler chez les SEAL, le corps d'élite de la marine américaine[38] ;
- Chris et Taya Kyle n'ont pas interrompu leur mariage à cause de l'annonce d'un départ imminent de Chris au combat, le couple s'étant marié juste avant que son premier déploiement prévu en Irak ne débute[38] ;
- la scène d'ouverture du film ne s'est pas déroulée ainsi dans la réalité : en mars 2003, à Nassiriya, Chris Kyle a abattu la femme, mais pas l'enfant, et n'a pas éprouvé de remords à la suite de son acte, qualifiant la femme kamikaze de « démon » et, tous les Irakiens de « sauvages »[38] ;
- la scène où Kyle et ses hommes s'invitent chez une famille, pour découvrir finalement que le père est un sniper insurgé, a été inventée de toutes pièces pour le film[38] ;
- Mustafa, le sniper insurgé et ancien athlète olympique syrien, a été lui aussi inventé, servant de fil rouge au récit. Il est le déclencheur du départ de Kyle en Irak une quatrième fois, afin de venger son ami Ryan Job, abattu d'une balle en pleine tête par Mustafa[38] ;
- Jason Hall, le scénariste du film, a admis avoir exagéré dans le film l'utilisation du téléphone satellitaire par Chris Kyle, notamment quand il répond à sa femme, au beau milieu d'une opération de guerre, encerclé par les insurgés sur les toits de Bagdad[38] ;
- le film mélange les différents intervenants du conflit lorsqu'il enchaîne les scènes d'action relatant les quatre déploiements de Chris Kyle en Irak. Dans le film, Kyle affronte les rebelles sunnites à Falloujah et les miliciens chiites de « l'armée du Mahdi » de Moqtada al-Sadr dans le quartier de Saddam City, à Bagdad. Mais il retrouve à chaque fois le même sniper, Mustafa le Syrien. Le film mélange donc les frères ennemis sunnites et chiites d'Irak, ce qui est une incohérence ; cette modification est sans doute justifiable pour simplifier le scénario d'un film hollywoodien grand public, mais c'est en dépit de la réalité historique[38] ;
- Chris Kyle a bien réalisé en 2008 un tir longue-distance de 1 920 m à Saddam City. Néanmoins, sa cible n'était pas un sniper insurgé, Mustafa dans le film, mais un milicien armé d'un lance-roquettes RPG, prêt à faire feu sur un convoi américain qui arrivait[38] ;
- Chris Kyle n'a jamais été impliqué dans une version irakienne de « Fort Alamo » en pleine tempête de sable comme le suggère la scène du film qui l'incite à jeter l'éponge et à retrouver sa famille. Dans son autobiographie, il déclare que ses tremblements incontrôlés aux mains commençaient à réduire sensiblement sa précision au tir et que sa femme Taya l'avait menacé de divorce[38] ;
- l'acteur Bradley Cooper, né en 1975, a presque le même âge que le personnage qu'il joue dans le film, Chris Kyle, né en 1974.

### Controverse
À sa sortie, American Sniper défraie la chronique aux États-Unis. Le réalisateur Michael Moore notamment, déclare que son oncle a été tué par un sniper durant la Seconde Guerre mondiale, et qualifie sur Twitter les tireurs d'élite de « lâches » qui ne sont « pas des héros ».

## Distinctions

### Récompenses
- American Film Institute Awards 2014 : top 10 des meilleurs films de l'année
- Boston Society of Film Critics Awards 2014 :
  - Meilleur réalisateur pour Clint Eastwood
  - Meilleur montage pour Joel Cox et Gary D. Roach
- National Board of Review Awards 2014 :
  - Top 2014 des meilleurs films
  - Meilleur réalisateur pour Clint Eastwood
- Critics' Choice Movie Awards 2015 : meilleur acteur dans un film d'action pour Bradley Cooper
- Denver Film Critics Society 2015 : meilleur acteur pour Bradley Cooper
- MTV Movie Awards 2015 : meilleur acteur pour Bradley Cooper
- Oscars du cinéma 2015 : meilleur montage de son pour Alan Robert Murray et Bub Asman
- ShoWest Convention 2015 : Fandango’s Fan Choice Award du film favori 2014[41]

### Nominations et sélections
- AFI Fest 2014 : sélection « Special Screenings »
- British Academy Film Awards 2015 :
  - Meilleur scénario adapté pour Jason Hall
  - Meilleur son pour Walt Martin, John T. Reitz, Gregg Rudloff, Alan Robert Murray et Bub Asman
- Critics' Choice Movie Awards 2015 : meilleur film d'action
- Directors Guild of America Awards 2015 : meilleur réalisateur de film pour Clint Eastwood
- Oscars du cinéma 2015 :
  - Meilleur film
  - Meilleur acteur pour Bradley Cooper
  - Meilleur scénario adapté pour Jason Hall
  - Meilleur montage pour Gary Roach et Joel Cox
  - Meilleur mixage de son pour John Reitz, Gregg Rudloff et Walt Martin
- Producers Guild of America Awards 2015 : meilleur producteur de film pour Bradley Cooper, Clint Eastwood, Andrew Lazar, Robert Lorenz et Peter Morgan
- Satellite Awards 2015 :
  - Meilleur scénario adapté pour Jason Hall
  - Meilleur montage pour Gary Roach et Joel Cox
- Writers Guild of America Awards 2015 : meilleur scénario adapté de film pour Jason Hall